# Бурлаков, Александр Алексеевич
Александр Алексеевич Бурлаков (14 ноября 1906 — 25 августа 1976) — советский военачальник, инженер-контр-адмирал, участник советско-финской и Великой Отечественной войн.

## Биография
Александр Алексеевич Бурлаков родился 14 ноября 1906 года на станции Аккемир (ныне — город Актобе в Казахстане). В 1933 году окончил четыре курса Ленинградского машиностроительного института. В том же году был призван на службу в Военно-морской флот СССР. В 1934 году окончил курсы усовершенствования Морских сил РККА при Военно-морском инженерном училище имени Ф. Э. Дзержинского. Служил на военно-технических должностях на различных судах Тихоокеанского и Балтийского флотов. С августа 1938 года служил на Кронштадтском морском заводе Балтийского флота. Участвовал в советско-финской войне. К началу Великой Отечественной войны возглавлял цех № 5.
В период блокады Ленинграда Бурлаков возглавлял цеха № 5 и 9, а в июне 1943 года стал начальником Кронштадтского морского завода Балтийского флота. В условиях постоянных артиллерийских обстрелов и бомбардировок этого предприятия он вместе со своими подчинёнными предпринимал срочные меры для устранения разрушенных участков и скорейшего возобновления производства. Когда во время одного из обстрелов были подожжены нефтяные баки, Бурлаков с группой работников завода бросился к ним и вовремя затушил, не дожидаясь прибытия пожарных команд. Выполнял ответственные задачи по организации ремонта и перевооружения кораблей Балтийского флота. Внёс целый ряд рационализаторских предложений и усовершенствований. Возглавляемое им предприятие по итогам своей деятельности было удостоено звания лучшего предприятия Наркомата Военно-морского флота СССР.
В послевоенное время продолжал службу в Военно-морском флоте СССР. Руководил работой целого ряда кораблестроительных подразделений. В 1954—1956 годах возглавлял Главное управление судоремонтных заводов Военно-морского флота СССР, в 1956—1967 годах — Центральное конструкторско-технологическое бюро Военно-морского флота СССР. В апреле 1967 года был уволен в запас. Умер 25 августа 1976 года, похоронен на Красненьком кладбище Санкт-Петербурга.

## Награды
- Орден Ленина (31 мая 1944 года);
- Орден Красного Знамени (3 ноября 1953 года);
- Орден Отечественной войны 2-й степени (30 августа 1943 года);
- Орден Красной Звезды (20 июня 1949 года);
- Орден «Знак Почёта» (1940);
- Медали «За боевые заслуги» (3 ноября 1944 года), «За оборону Ленинграда» и другие медали.